# Bamunari
Bamunari là một thị trấn thống kê (census town) của quận Hugli thuộc bang Tây Bengal, Ấn Độ.

## Nhân khẩu
Theo điều tra dân số năm 2001 của Ấn Độ, Bamunari có dân số 6913 người. Phái nam chiếm 52% tổng số dân và phái nữ chiếm 48%. Bamunari có tỷ lệ 72% biết đọc biết viết, cao hơn tỷ lệ trung bình toàn quốc là 59,5%: tỷ lệ cho phái nam là 76%, và tỷ lệ cho phái nữ là 68%. Tại Bamunari, 11% dân số nhỏ hơn 6 tuổi.